# Daktulosphaira vitifoliae
La filoxera (Daktulosphaira vitifoliae) es un insecto, parásito de la vid, del orden de los hemípteros clasificado correctamente como Phylloxeridae por primera vez por Jules Émile Planchon en 1868 que lo denominó Phylloxera vastratix, nombre que aún se puede encontrar en la actualidad. No debe confundirse con Phylloxera que es un género de esta familia.
Fue nombrado con anterioridad como Peritymbia vitisana en 1854 por Asa Fitch en Estados Unidos al describir las formas ápteras de las agallas de las hojas. Henri Schimer lo separa del género Peritymbia al descubrir la forma alada dándole el nombre Dactylosphaera vitifoliae.
En Europa, en 1868, es nombrado provisionalmente Rhizaphis vastatrix por Planchon para describir las formas residentes en las raíces y posteriormente Phylloxera vitifoli cuando se establece la relación entre las formas radicícolas y las galliformes y se decide que pertenece a la misma familia que la filoxera de la encina. En 1869 se vuelve a la denominación Dactylosphaera vitifoliae al descubrir que todas estas formas tanto americanas como europeas pertenecen a la misma especie.
También se da el nombre de filoxera a la enfermedad de la vid que provoca el insecto.

## Descripción
La filoxera es un minúsculo insecto picador, parásito de la vid, emparentado con los pulgones y de un polimorfismo muy marcado:
- las formas partenogenéticas (hembras que se reproducen sin intervención del macho dando nuevas hembras) son ápteras, de color variable entre el amarillo y el ocre y de un tamaño variable entre 0,3 y 1,4 mm. Se encuentran de dos formas:
  - gallicolas que viven sobre las hojas;
  - radicícolas que viven sobre las raíces;
- las formas sexuales, sin piezas bucales y que no se alimentan:
  - las hembras aladas de dos a tres milímetros:
  - los machos ápteros de 0,3 a 0,5 mm.

## Ciclo biológico

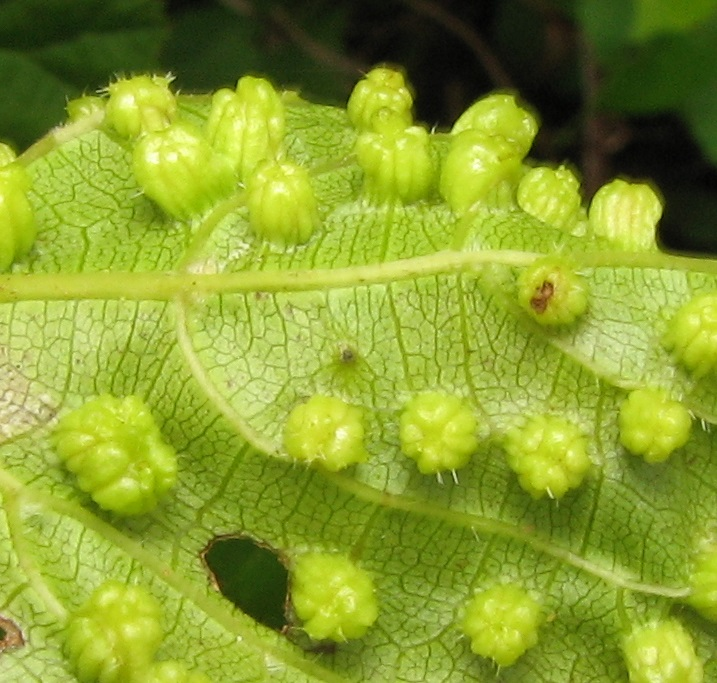
Agallas formadas por D. vitifoliae en hoja de vid silvestre

Los machos y las hembras copulan al final del verano. La hembra pone sobre el tronco un huevo único llamado huevo de invierno. Este huevo es de color amarillo y va volviéndose verde durante el invierno. La eclosión se produce en primavera dando una hembra aptera partenogenética que según su desplazamiento será radicícola o gallicola. La forma radicícola es amarilla y aspira la savia de las raíces. 
La primera hembra tiene tres mudas en unos veinte días antes de ser adulta momento en el que pone de cuarenta a cien huevos que darán a su vez otras hembras partenogenéticas. El ciclo se produce durante cinco o seis generaciones de veinte días. El ciclo se complica debido a las migraciones de más en más frecuentes de parte de las hembras partenogenéticas de las hojas a las raíces dando lugar a generaciones neogallicolas-gallicolas o neogallícolas-radicícolas.
En Europa la forma radicícola es la única viable; la forma sexual aparece raramente y su descendencia nunca sobrevive, las formas gallícolas no llegan a reproducirse.
Durante el verano, en Estados Unidos, la última generación de hembras tiene una muda suplementaria y se transforman en ninfas que producirán los ejemplares alados. Estas hembras aladas ponen sobre las hojas de la vid los huevos que darán los ejemplares sexuales. Estos solo viven unos días, el tiempo justo de copular y poner el huevo de invierno con el que el ciclo se cierra.

## Importancia económica
La filoxera es originaria del este de los Estados Unidos y provocó una grave crisis vitícola en Europa a partir de 1863. Se necesitaron más de treinta años para superar la plaga gracias a portainjertos de origen americano que eran naturalmente resistentes a la filoxera. Desde que se utiliza este sistema la filoxera se ha convertido en un problema menor. Actualmente todos los viñedos del mundo excepto los chilenos, argentinos, algunos españoles y los plantados en suelos arenosos son injertos de este tipo.
Existe además una filoxera del peral, endémica de Portugal que apareció en Francia por primera vez en 1945.
La contaminación de un pie de vid europeo por la filoxera produce su muerte en tres años. Son las generaciones radicícolas que forman nudosidades en las raíces que pueden ser infectadas o provocar la formación de tumores denominados tuberosidades que acaban matando a la planta.
Las generaciones gallícolas producen agallas que no son mortales para la planta y que provocan una descolorificación de la hoja.
En las vides americanas son las generaciones gallícolas las más peligrosas ya que las raíces no sufren daño alguno por las picaduras de la filoxera.
La única cepa europea nativamente resistente a filoxera es la uva Assyrtiko que crece en la isla volcánica de Santorini, Grecia, sin saberse a ciencia cierta si su resistencia es debida al sistema radicular per se o a las cenizas volcánicas donde crece.
Desde 1979, una manera de escapar a la filoxera es producir los viñedos en las playas arenosas de Provenza:  Bouches-du-Rhône, extendiéndose de la costa Gard a la ciudad marítima de Saintes Maries de la Mer. La arena, el sol y el viento de esas áreas impiden la contaminación por la filoxera. El vino producido allí es conocido como "Vins des Sables" o "vino de las arenas".
Las regiones vinícolas del mundo que se consideran libres de filoxera son Chile, las islas Canarias (España), la isla de Creta (Grecia) y Chipre.

## Cronología de propagación

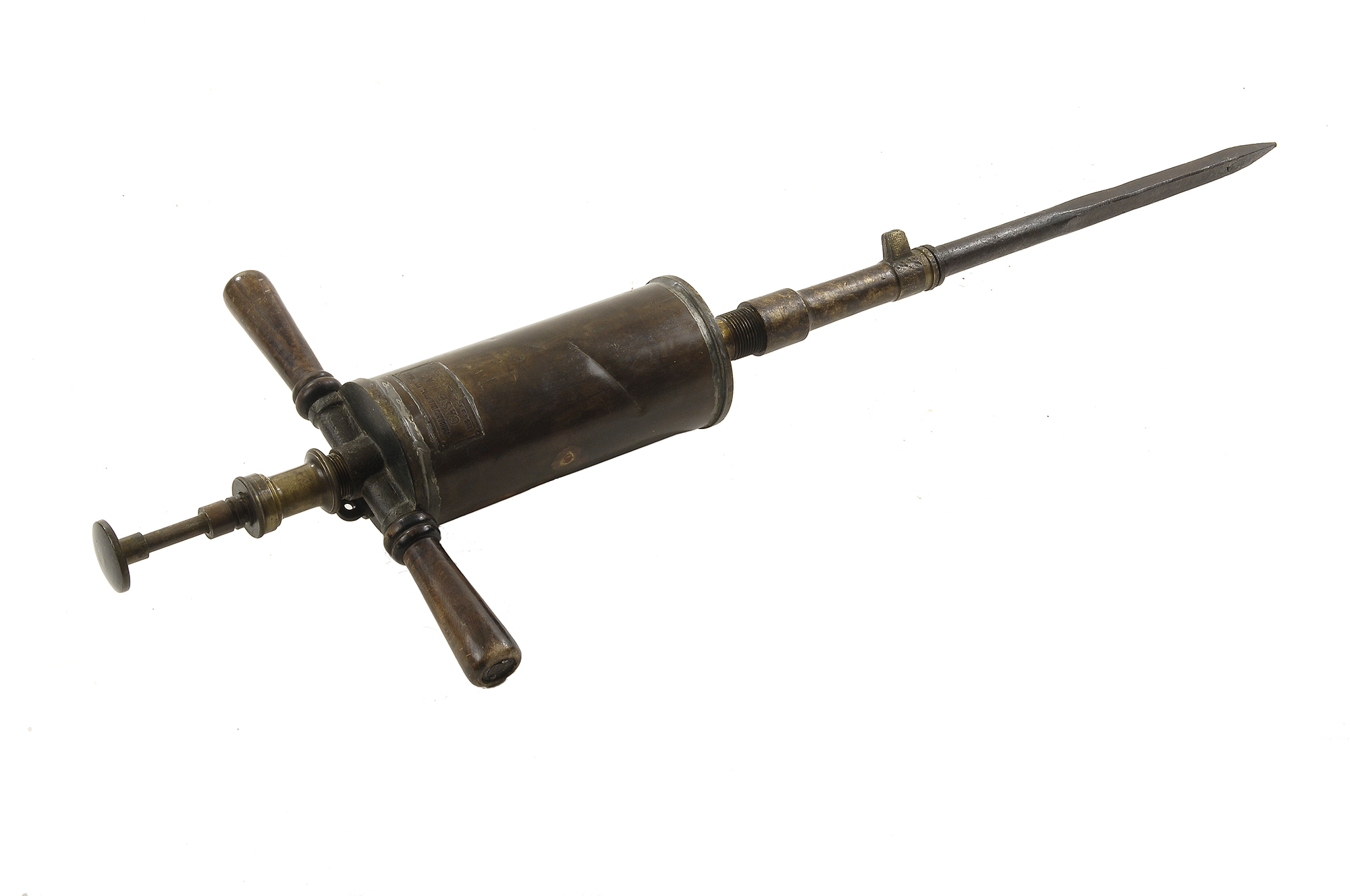
Palo inyector para ensulfatar viña. Museu Valencià d'Etnologia.

La filoxera contaminó viñedos franceses en primer lugar. Los primeros focos de la plaga son debidos a la imprudencia de los viveristas; la plaga se extendió en el país siguiendo la densidad de plantación y la influencia de los vientos dominantes. A pesar de las medidas tomadas por los distintos estados para controlar la importación de vid, la filoxera ha infestado progresivamente los viñedos de todo el mundo, exceptuando los plantados en suelo arenoso.
- 1863: primera aparición en Europa en Pujaut (Gard, Francia) y en un invernadero (donde fue controlado) de Hammersmith, cerca de Londres (Gran Bretaña).
- 1865: segunda aparición en  la Crau de Châteaurenard (Bocas del Ródano, Francia).
- 1865: primera contaminación en el valle del Duero portugués.
- 1866: nueva contaminación en Floirac (Gironda) - Francia.
- 1868: identificación por Planchon del pulgón ya identificado en Estados Unidos en 1854 por Asa Fitch con el nombre Pemphigus vitifoliae.
- 1871: la zona infectada del valle del Ródano (Francia) forma un gran triángulo.
- 1871: primera contaminación en Ginebra (Suiza).
- 1872: nueva contaminación en Francia cerca de Cognac (Francia).
- 1873: aparición en California (Estados Unidos).
- 1874: primera aparición en Alemania cerca de Bonn.
- 1876: contaminación de Orleans (Francia)
- 1875: aparición en Austria
- 1875: Australia es contaminada.
- 1877: primera aparición en Málaga y Gerona (España).
- 1878: extensión de la contaminación francesa a  la región de Borgoña.
- 1879: contaminación de los viñedos de Valmadrera, cerca de Como (Italia).
- 1880: dos nuevos focos en Italia (Sicilia y Génova).
- 1880: aparición en Sudáfrica.
- 1885: primera aparición en Argelia.
- 1888: la filoxera llega a Perú.
- 1894: nueva contaminación en Francia, esta vez la región de Champaña.
- 1899: primera aparición en el mes de junio en La Rioja (España) en el municipio de Sajazarra.
- 1902: en verano ya estaban infectadas todos los viñedos de la Rioja Alta.
- 1904: estaba ya infectada toda La Rioja (España).
- 1905: extensión a Túnez
- 1914: aparición en Manchuria
- 1919: aparición en Marruecos
- 1980: aparición en Turquía
- 1995: aparición en Valle de Napa

## Tratamiento
Productores y científicos se encontraron desamparados frente a los estragos causados por la plaga. Con el tiempo se descubrió que los viñedos plantados en suelos arenosos eran resistentes al insecto (pues impiden la construcción de los túneles por los que llegan a las raíces). Pero como difícilmente se podía plantear replantar todos los viñedos en este tipo de suelo se experimentaron distintos tratamientos más o menos exitosos.
- Pintar el tronco con una mezcla de distintas sustancias para intentar matar al huevo de invierno. Se utilizó una mezcla de cal viva, naftaleno, aceite de hulla y agua. La técnica no es muy eficaz
- Tratamiento con sulfuro de carbono o sulfocarbonato de potasio: el método era bastante eficaz pero muy caro. El sulfuro de carbono es un gas que se inyectaba en el suelo y el sulfocarbonato es un líquido con el que se cubría la base de cada tronco
- Tratamiento por baño. Consistía en ahogar al insecto inundando el viñedo. Excelente método pero que solo podía aplicarse voluntariamente en los terrenos de regadío, los menos interesantes para los viñedos de calidad
- Sustitución de las cepas europeas por las americanas resistentes al insecto. No era la solución adecuada pero contenía la idea que se aplica actualmente, la de los injertos de las cepas europeas en troncos americanos